# Karel Brady-Metzl
Karel Brady Metzl (28. května 1898, Třeboň – 14. července 1942 v Osvětimi) byl český obchodník a oběť holokaustu. Byl otcem Hany Bradyové (1931–1944), jejíž osud je zpracován v románu Hanin kufřík a ve stejnojmenném filmu.

## Život

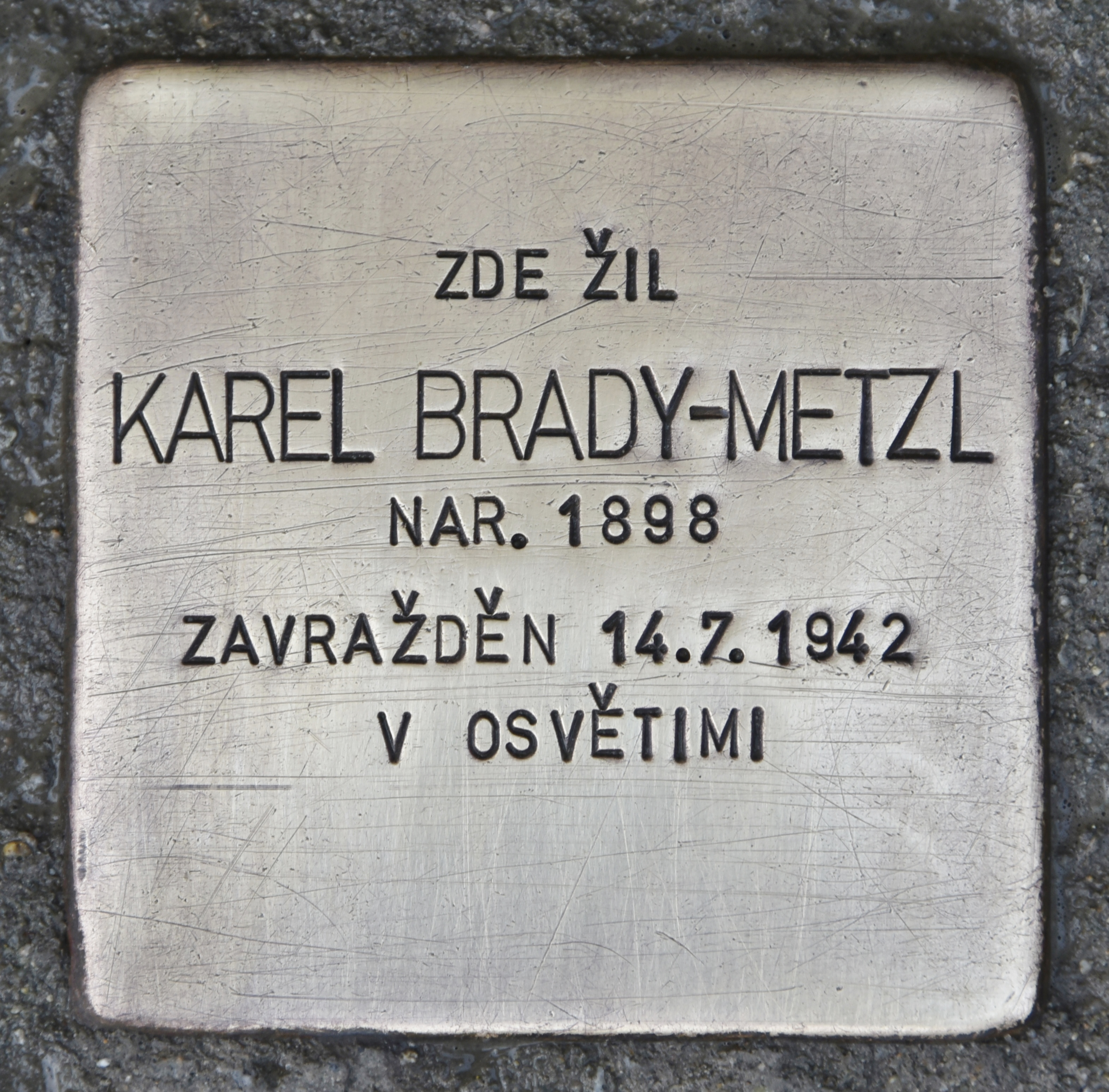
Kámen zmizelých Karla Brady-Metzla v dlažbě Masarykova náměstí v Třeboni

Karel Brady-Metzl se narodil jako syn Emilie a Ludwiga Metzlových. Měl šest sourozenců. Jeho strýc a teta, Adolf a Karolína Bradyovi zůstali bezdětní a přijali dvě děti Karolininy sestry Emilie, Karla a Hedviku. Karel hrál ochotnicky divadlo, byl členem Sokola, dobrovolných hasičů, aktivní fotbalový hráč a "komentátor" závodů. Kromě toho také podporoval finančně a materiálně skauty a dětský domov. V roce 1927 se oženil s o deset let mladší Markétou Dubskou. Pár měl maloobchodní prodejnu v Novém Městě na Moravě, žili nad svým obchodem. Rodina byla jedinou pouze židovskou rodinou v tomto městě. Před obchodem vybudoval první čerpací stanici ve městě a zavedl jeden z prvních obchodů s uhlím v maloobchodě a také získali jako první rodina telefon: jeho telefonní číslo bylo původně 1, to bylo později převedeno na číslo 11, číslo 1 posléze patřilo četníkům. Manželé také podporovali umělce, například avantgardního sochaře Vincence Makovského, který byl Karlovým bývalým spolužákem.
Karel a Markéta Brady-Metzlovi měli dvě děti – Jiřího (narozen 9. února 1928) a Hanu (narozena 16. května 1931). V roce 1939 byl Karel zatčen gestapem, odsouzen a musel na dva měsíce do vězení do Jihlavy. Zákony, které vstoupily v platnost v roce 1939, znamenaly pro celou a jedinou rodinu v Novém Městě na Moravě vyloučení, bylo to těžké zejména pro děti, kterým bylo zakázáno navštěvovat školu. V březnu roku 1941 byla zatčena i Markéta a byla poslána do Koncentračního tábora v Ravensbrücku – její bratr utekl do Belgie a nechal jí a jejímu manželovi poslat peníze. Po okupaci Belgie byl s pomocníky zatčen, našel se seznam příjemců a dárců a tam bylo i jméno Karla Bradyho-Metzla. Karel tak byl 23. listopadu 1941 znovu zatčen a uvězněn v Jihlavě. Pár hodin po jeho zatčení si jeho švagr Ludvík vzal děti. Byl katolického vyznání a byl manželem Karlovy sestry. Děti měly zůstat s ním a s jeho rodinou na venkově. Dle nacistických zákonů měli být Hana a Jiří dne 14. května 1942 odvlečeni do deportačního střediska v Třebíči. O čtyři dny později byli převezeni do Terezínského ghetta. Mezitím musel Karel Brady-Metzl ve vazbě leštit parketové podlahy. V jihlavském vězení však žil v relativní svobodě, měl povoleno dokonce jít na nákup, ale neodvážil se utéct, protože se bál, že jeho děti slouží jako rukojmí. Nakonec však byl převezen do Brna a odtamtud pak 11. června 1942 do koncentračního tábora Osvětim, kde byl o měsíc později zavražděn. Jeho manželka Markéta byla odvlečena dne 29. října 1942 do Koncentračního tábora v Ravensbrücku a tam byla zavražděna.
Jejich děti byly později také deportovány do Osvětimi. Jiří tam přijel 28. září 1944 a Hana 23. října 1944. Hana byla okamžitě po příjezdu zavražděna v plynové komoře. Tehdy šestnáctiletý Jiří přežil koncentrační tábor z toho důvodu, že byl schopen pracovat. Dne 17. ledna 1945 začala evakuace tábora v Osvětimi a Jiřímu se podařilo uprchnout. Holokaust nakonec přežil.

## Připomínka
V roce 2010 byl v jeho rodném městě Třeboň na Masarykově náměstí 96/1 Gunterem Demnigem položen Kámen zmizelých.